# Daniela Bulaich
Daniela Bulaich Simian, född 5 september 1997 i Avellaneda, Argentina, är en volleybollspelare (vänsterspiker).
Bulaich började spela med CA Boca Juniors 2007. Hon ville mot slutet av sitt spel där lämna klubben för att gå över till CA San Lorenzo de Almagro. Då volleyboll i Argentina är en amatöraktivitet finns det inga kontrakt mellan spelare och klubbar, utan överföringar görs från klubb till klubb, vanligtvis efter betalning av en summa pengar. Efter en rad meningsskiljaktigheter angående beloppet, formen för betalning och överföring av spelaren (tillfällig eller permanent) uppstod en situation där Bulaich vägrade att fortsätta spela i Boca Juniors, samtidigt som klubben vägrade släppa henne. Det krävdes ett ingripande från Boca Juniors president, Daniel Angelici, innan konflikten kunde lösas och Bulaich fortsätta sin karriär i San Lorenzo. Därigenom undveks att fallet blev en motsvarighet till Bosmanfallet. Med klubben kom hon trea i Campeonato Sudamericano de Clubes de Voleibol Femenino 2020. Hon flyttade 2021 till Italien för spel med först Pallavolo Sicilia och efter ett år Pallavolo Hermaea.
Bulaich spelar med Argentinas landslag och har bland annat deltagit i OS 2020, Sydamerikanska mästerskapet 2021 och VM 2022. I Sydamerikanska mästerskapet tog hon 2021 brons och 2023 silver.